# Sukhoi N
Il  Sukhoi N o semplicemente N fu un progetto, mai entrato in servizio, di un aereo d'attacco a getto corazzato sovietico, sviluppato dall'ufficio tecnico di Pavel Osipovič Suchoj.
Quando il progetto fu concepito, nel 1948, i motori a getto erano stati introdotti relativamente da poco ed i progettisti supposero che un aeroplano a getto potesse compiere missioni d'attacco con la tattica colpisci e scappa, grazie alla loro eccezionale velocità ed accelerazione rispetto ai tradizionali cacciabombardieri a pistoni. Inoltre la loro velocità li avrebbe potuti proteggere anche contro la minaccia dei caccia avversari.
L'equipaggio doveva consistere in un pilota ed un servente al cannone posteriore. Come accennato più sopra, le parti più vitali dell'aereo, come l'abitacolo, dovevano essere corazzate. Il motore doveva essere un Klimov VK-1 da 2 700 kg di spinta, in piena produzione all'epoca, da montare in coda.
Il carrello aveva una configurazione tricila con il ruotino anteriore di dimensioni 580 × 240 mm, mentre le gomme del carrello principale avevano le dimensioni di 950 × 350 mm.
L'armamento consisteva in un cannone anteriore, una torretta posteriore, una stiva interna e piloni alari per le bombe.